# Samois
Samois war eine US-amerikanische, feministische Lesben-Gruppe, die sich in den 1980er Jahren politisch für die Rechte von lesbischen Sadomasochistinnen engagierte. Sie gilt sowohl als weltweit erste bekannte Organisation sadomasochistischer Lesben als auch als eine der weltweit ersten Organisationen weiblicher Sadomasochisten überhaupt.
Mit Coming to Power:Writing and graphics on Lesbian S/M brachte die Gruppe später auch das weltweit erste bekannte BDSM-Handbuch heraus, dessen didaktischer Aufbau auch heute noch Vorbild für viele aktuelle Ratgeber ist.
Der Name der Gruppe ist der des fiktiven Anwesens der lesbischen Domina Anne-Marie aus dem Roman Geschichte der O, auf dem O durch diese gepierct und gebrandmarkt wird.

## Entstehung
Bekannte Mitglieder und Mitgründerinnen der Gruppe waren die im angelsächsischen Raum bekannte Schriftstellerin Pat Califia (inzwischen Patrick Califia) und die feministische Wissenschaftlerin und spätere Begründerin des Sex-Gender-Systems und des Sexpositiven Feminismus Gayle Rubin.
Die Wurzeln von Samois gehen auf eine Frauendiskussionsgruppe namens Cardea innerhalb der gemischtgeschlechtlichen BDSM-Gruppe Society of Janus zurück. Cardea existierte nur kurz zwischen 1977 und 1978, bevor sie sich auflöste, aber ein kleiner Kern lesbischer, sadomasochistischer Teilnehmerinnen, inklusive Califa und Rubin, wurde im Rahmen ihrer damaligen Aktivitäten dazu angeregt, Samois als rein lesbische BDSM-Gruppe ins Leben zu rufen.
Die Gruppe wurde am 13. Juni 1978 in San Francisco von Pat Califia, Gayle Rubin und 15 weiteren Frauen gegründet. Im selben Monat hielten die Mitglieder ihre erste Veranstaltung in einem Haus einer der Frauen ab. Der Name wurde bei dem zweiten Treffen am 10. Juli übernommen, unter anderem, um gegen die Zensur-Bestrebungen gegen den Roman Geschichte der O zu protestieren. Die erste öffentliche Vorstellung von BDSM hielt Samois am 18. Januar 1979 in dem Buchladen Old Wives Tales vor rund 140 Frauen, nachdem ursprünglich 30 bis 40 erwartet worden waren.

## Aktivitäten
Im Sommer 1979 nahm Samois gegen den Widerstand der Organisatoren gemeinsam mit der BDSM-Gruppe Society of Janus an der homosexuellen Veranstaltung Gay Freedom Day Parade teil und trug dabei erstmals T-Shirts mit der Aufschrift "The Leather Menace". Dies gilt als erstes öffentliches Auftreten einer sadomasochistischen Lesben-Gruppe auf einer öffentlichen Veranstaltung. Das Auftreten der Gruppe bei dieser Veranstaltung machte erstmals Differenzen zu nichtsadomasochistischen Lesben deutlich.
Auf der Parade wurde auch die erste Veröffentlichung von Samois "What Color Is Your Handkerchief" und eine Liste des Hanky Codes verkauft. Das Druckwerk wurde später regulär in Buchhandlungen zum Verkauf angeboten.
Im Jahr 1980 wurde Samois im Speziellen und auch BDSM allgemein in der Frauenpresse der USA scharf angegriffen. Die Angriffe zielten in der Regel darauf ab, dass BDSM und Pornographie generell frauenfeindlich und entwürdigend für Frauen sei.
Pat Califia listet sieben Magazine mit sadophoben Artikeln auf, darunter das feministische Magazin off our backs (nicht zu verwechseln mit dem BDSM-positiven Lesben-Sexmagazin On Our Backs). Zudem sah sich die Gruppe massiver Zensur in der lesbischen Subkultur ausgesetzt, die versuchte, die Existenz von Samois und von What Color zu verleugnen. Der offen zutage getragene Sadomasochismus der Gruppe brach ein Tabu innerhalb der in diesen Jahren sehr feministisch orientierten lesbischen Gemeinschaft.
Samois lieferte sich während ihres Bestehens einen laufenden Schlagabtausch mit sadophoben Radikalfeministen, insbesondere mit der anti-pornographischen Feministinnengruppe Women Against Violence in Pornography and Media (WAVPM). WAVPM vertrat ausdrücklich die Auffassung, dass BDSM ritualisierte Gewalt gegenüber Frauen darstelle.
Im Gegensatz hierzu betonten die Vertreterinnen von Samois immer wieder, dass ihr Praktizieren von BDSM in Übereinstimmung mit dem Gedanken des Feminismus stehe und die durch WAVPM propagierte Sexualität konservativ und puritanisch sei.
Samois trat WAVPM mit dieser Position offensiv gegenüber, und der sich hieraus ergebende Diskurs legte die Grundlage für eine bis heute andauernde Auseinandersetzung, die im angelsächsischen Raum unter der Bezeichnung Feminist Sex Wars bekannt ist. Samois wird heute als eine der allerersten Vertreterinnen einer Position in diesem Streit betrachtet, die unter der Bezeichnung „Sexpositiver Feminismus“ bekannt ist.
Gayle Rubin (Rubin, 1984) fasste den zu Grunde liegenden Konflikt über das Thema Sex innerhalb des Feminismus später wie folgt zusammen:
(...) Es gab zwei Richtungen feministischen Gedankengutes zu dem Thema. Die eine kritisierte die Beschränkung des weiblichen Sexualverhaltens und verwies auf den hohen Preis für das sexuelle Aktivsein. Diese Tradition feministischer Gedanken zum Thema Sex forderte eine sexuelle Befreiung die sowohl für Frauen als auch für Männer funktionieren sollte.

Die zweite Richtung betrachtete die sexuelle Befreiung als inhärent bloße Ausweitung männlicher Vorrechte. In dieser Tradition schwingt der konservative antisexuelle Diskurs mit.
Im Juli 1980 bat Samois über geschaltete Anzeigen um Beiträge für ein geplantes Buch über lesbischen BDSM. Es wurde von dem Verlagskomitee der Gruppe (das selbstironisch nach dem Roman 1984 das Ministry of Truth genannt wurde) im November 1981 unter dem Titel Coming to Power. Writing and graphics on Lesbian S/M herausgebracht. In dem Buch wechselten sich Kurzgeschichten mit konkreten Hinweisen und Handlungsanleitungen ab. Der Band gilt aufgrund dieser aus damaligen Sicht vollkommen neuartigen Struktur als weltweit erstes BDSM-Handbuch. Die meisten späteren zum Thema BDSM erschienenen Handbücher übernahmen diesen erfolgreichen inneren Aufbau. Aufgrund externer Kritik und resultierender interner Auseinandersetzungen stellte das Buch zugleich eine ungeheuere Belastung für die Gruppe dar. Viele lesbische/feministische Buchhandlungen boykottierten die Bücher der Gruppe, da sie die Veröffentlichung sadomasochistischen Materials strikt ablehnten.
Im September hielt Samois das erste jährliche Leder-Tanztreffen – und den damit verbundenen
Ms. Leather-Wettbewerb mit mehr als 300 Teilnehmerinnen ab. Entsprechende Veranstaltungen werden seitdem weltweit regelmäßig durchgeführt.

## Selbstauflösung und Nachfolge

Logo der Exiles

Samois löste sich 1983 auf, unter anderem wegen Coming to Power. Als Nachfolgeorganisation entstand auf Initiative von Gayle Rubin 1984 The Outcasts.
Die Outcasts setzten ihre Tätigkeit fort, bis auch sie sich schließlich 1997 aufgrund interner Differenzen teilten. Eine der hieraus entstandenen Gruppen, The Exiles, existiert im Jahr 2008 noch immer und engagiert sich in der Tradition von Samois und den Outcasts.

Pat Califia und Robin Sweeney veröffentlichten 1996 unter dem Titel The Second Coming: A Leatherdyke Reader einen Sammelband, der eine Fortsetzung von Coming to Power darstellt und außerdem historisches Quellenmaterial über The Outcasts und andere lesbische BDSM-Gruppen wie die Lesbian Sex Mafia und Briar Rose enthält.